# 슈퍼목성
슈퍼목성은 목성보다 질량이 큰 가스 행성을 부르는 단어이다.
태양계 너머에서 많은 숫자의 슈퍼목성이 발견되었는데, 이렇게 많이 발견된 이유 중 하나로 이들 슈퍼목성은 질량이 커서 어머니 항성을 흔드는 정도가 크기 때문에 찾기가 쉬웠기 때문이라는 것이 있다.
슈퍼목성과 갈색왜성을 나누는 확연한 기준은 없지만, 대략 목성질량의 15배(지구질량의 4770배)를 넘으면 갈색왜성으로 분류가 가능한 것으로 보고 있다. 그러나 최근의 연구에 의하면 목성질량의 17배가 넘는 천체도 중수소를 핵융합하지 못하여 슈퍼목성으로 분류되는 경우가 있다고 한다. 슈퍼목성과 갈색왜성의 경계선에 위치한 천체도 발견된 바가 있는데 대표적인 예로는 안드로메다자리 카파 b를 들 수 있다.
슈퍼목성의 부피는 질량에 큰 관계가 없이 목성과 비슷하다. 예를 들면 목성질량의 8배 천체 반지름은 대략 목성의 1.1배에서 1.2배 수준이다. 이는 질량이 증가하면 중력도 강해지기 때문에 자체적으로 압축되어, 대기가 팽창하는 것을 막기 때문이다. 예를 들어 고래자리 81 b의 경우 목성보다 몇 배 더 무겁지만 반지름은 93퍼센트 정도이다. 다만, 내부 및 외부에서 가해지는 열 때문에 외포부 대기가 팽창해 있는 경우가 있는데 이러한 행성들을 '부푼 행성'이라고 부른다.

## 참고 문헌
1. ↑  “Extrasolar planet news: superplanet or brown dwarf? | Science News | Find Articles at BNET.com”. 2006년 5월 9일에 원본 문서에서 보존된 문서. 2008년 7월 11일에 확인함.

## 같이 보기
- 하드 SF 작가 핼 클레먼트의 작품에서 등장하는 메스클린은, 가상의 슈퍼목성이다.
- 슈퍼지구